# 神奈川県特別支援学校一覧
神奈川県特別支援学校一覧（かながわけんとくべつしえんがっこういちらん）は、神奈川県の特別支援学校の一覧。

## 国立
- 筑波大学附属久里浜特別支援学校（横須賀市）
- 横浜国立大学教育学部附属特別支援学校（横浜市南区）

## 公立

### 県立

#### 知的障害、肢体不自由、病弱教育
2022年度まで「養護学校」と称していた特別支援学校は、いずれも2023年4月1日より「支援学校」へ改称された。

##### 横浜市

###### 鶴見区
- 神奈川県立鶴見支援学校
  - 岸根分教室（横浜市港北区･神奈川県立岸根高等学校内）

###### 南区
- 神奈川県立横浜南支援学校

###### 保土ケ谷区
- 神奈川県立保土ケ谷支援学校
  - 舞岡分教室（横浜市戸塚区･神奈川県立舞岡高等学校内）
  - 横浜平沼分教室（横浜市西区･神奈川県立横浜平沼高等学校内）

###### 金沢区
- 神奈川県立金沢支援学校
  - 横浜氷取沢分教室（横浜市磯子区･神奈川県立横浜氷取沢高等学校内）

###### 緑区
- 神奈川県立みどり支援学校
  - 新栄分教室（横浜市都筑区･神奈川県立新栄高等学校内）

###### 青葉区
- 神奈川県立あおば支援学校

###### 瀬谷区
- 神奈川県立瀬谷支援学校
  - 大和東分教室（大和市･神奈川県立大和東高等学校）
  - 大和南分教室（大和市･神奈川県立大和南高等学校）
- 神奈川県立三ツ境支援学校
  - 横浜緑園分教室（横浜市泉区･神奈川県立横浜緑園高等学校内）
- 神奈川県立横浜ひなたやま支援学校

##### 川崎市

###### 中原区
- 神奈川県立中原支援学校
  - 住吉分教室（神奈川県立住吉高等学校内）

###### 高津区
- 神奈川県立高津支援学校
  - 生田東分教室（川崎市多摩区･神奈川県立生田東高等学校内）
  - 川崎北分教室（川崎市宮前区･神奈川県立川崎北高等学校内）

###### 麻生区
- 神奈川県立麻生支援学校
  - 元石川分教室（横浜市青葉区･神奈川県立元石川高等学校内）

##### 相模原市

###### 緑区
- 神奈川県立津久井支援学校

###### 中央区
- 神奈川県立相模原中央支援学校

###### 南区
- 神奈川県立相模原支援学校
  - 橋本分教室（相模原市緑区･神奈川県立橋本高等学校内）

##### 横須賀市
- 神奈川県立武山支援学校
  - 津久井浜分教室（神奈川県立津久井浜高等学校内）
- 神奈川県立岩戸支援学校

##### 平塚市
- 神奈川県立平塚支援学校
- 神奈川県立湘南支援学校

##### 鎌倉市
- 神奈川県立鎌倉支援学校
  - 金井分教室（横浜市栄区･神奈川県立金井高等学校内）

##### 藤沢市
- 神奈川県立藤沢支援学校
  - 鎌倉分教室（鎌倉市･神奈川県立鎌倉高等学校内）

##### 小田原市
- 神奈川県立小田原支援学校
  - 大井分教室（足柄上郡大井町･神奈川県立大井高等学校内）

##### 茅ヶ崎市
- 神奈川県立茅ケ崎支援学校

##### 秦野市
- 神奈川県立秦野支援学校

##### 伊勢原市
- 神奈川県立伊勢原支援学校
  - 伊志田分教室（神奈川県立伊志田高等学校内）

##### 海老名市
- 神奈川県立えびな支援学校

##### 座間市
- 神奈川県立座間支援学校
  - 有馬分教室（海老名市･神奈川県立有馬高等学校内）
  - 相模向陽館分教室（神奈川県立相模向陽館高等学校内）

#### 視覚障害

##### 平塚市
- 神奈川県立平塚盲学校

#### 聴覚障害

##### 平塚市
- 神奈川県立平塚ろう学校

### 市立

#### 知的障害、肢体不自由、病弱教育

##### 横浜市

###### 南区
- 横浜市立浦舟特別支援学校
  - 横浜市立大学附属市民総合医療センター 院内学級
  - 横浜市立大学附属病院 院内学級（横浜市金沢区）
  - 横浜市立市民病院 院内学級（横浜市神奈川区）
  - 横浜市立みなと赤十字病院 院内学級（横浜市中区）
- 横浜市立中村特別支援学校

###### 保土ケ谷区
- 横浜市立上菅田特別支援学校

###### 港北区
- 横浜市立北綱島特別支援学校

###### 戸塚区
- 横浜市立東俣野特別支援学校

###### 港南区
- 横浜市立港南台ひの特別支援学校
- 横浜市立日野中央高等特別支援学校

###### 旭区
- 横浜市立左近山特別支援学校

###### 緑区
- 横浜市立若葉台特別支援学校

###### 瀬谷区
- 横浜市立二つ橋高等特別支援学校

###### 栄区
- 横浜市立本郷特別支援学校

##### 川崎市

###### 川崎区
- 川崎市立田島支援学校
  - 桜校

###### 高津区
- 川崎市立中央支援学校

##### 横須賀市
- 横須賀市立養護学校

##### 藤沢市
- 藤沢市立白浜養護学校

#### 視覚障害

##### 横浜市

###### 神奈川区
- 横浜市立盲特別支援学校

#### 聴覚障害

##### 横浜市

###### 保土ケ谷区
- 横浜市立ろう特別支援学校

##### 川崎市

###### 中原区
- 川崎市立聾学校

##### 横須賀市
- 横須賀市立ろう学校

## 私立

### 知的障害
- 聖坂支援学校（横浜市中区）

### 視覚障害
- 横浜訓盲学院（横浜市中区）